# Li Peng
Li Peng (egyszerűsített kínai: 李鹏, hagyományos kínai: 李鵬 pinjin átírással: Lǐ Péng) (Sanghaj, 1928. október 20. – Peking, 2019. július 22.) kínai mérnök, politikus, két terminuson át a Kínai Népköztársaság miniszterelnöke (1987–1998 között). A Kínai Kommunista Párt (KKP) keményvonalas irányzatának vezéralakja volt, a nyugati sajtó a pekingi hentes (butcher of Beijing) gúnynévvel illette a Tienanmen téri vérengzésben játszott szerepe miatt.

## Élete
Sanghaj francia negyedében született 1928-ban, forradalmár apját 1931-ben végezték ki kínai nacionalisták. Tízéves korában a kommunista Csou En-laj (Zhōu Ēnlái) - későbbi miniszterelnök - vette pártfogásába, és nevelte tovább fogadott fiaként. 1945-ben, 17 évesen lépett be a KKP-ba, 1948-ban Moszkvába küldték tanulni, ahol a Moszkvai Műszaki Egyetem erőmű karán (ma: Moszkvai Energiaintézet) diplomázott 1954-ben, mint vízerőművi mérnök. Ebben az időben a Moszkvában tanuló kínai diákok vezetője is volt. 1955-ben tért haza Kínába, ahol főmérnökként, majd igazgatóként dolgozott erőműveknél. A kulturális forradalom éveiben Tiencsin (Tiānjīn) és Peking erőművállalatának igazgatója, majd 1979 és 1983 között a vízgazdálkodási tárca miniszterhelyettese volt. 1981 őszén a Sárga-folyó áradása miatt a Lungjanghszia (Lóngyángxiá) víztározó még épülő gátja átszakadással fenyegetett. Ez négy tartomány több millió lakosát, vasútvonalakat és ipari területeket fenyegetett, a közelgő katasztrófáról a világsajtó is beszámolt. Egy hét alatt négy méterrel emelték meg a gátat, így kerülve el a mindent elsöprő áradást. E munkálatok irányítója Li Peng volt, akit ha miniszterhelyettesként nem is feltétlenül ismertek, a gát megmentése révén országos hírűvé vált. Még abban az évben a vízgazdálkodási tárca vezetőjévé nevezték ki, majd miután a vízgazdálkodás és energiaügy egy minisztériumhoz került, ő lett az első miniszterhelyettes. Ő jelentette be miniszterhelyettesként, hogy Kína húszéves atomerőműépítési programba kezdett, melynek során megtízszereznék a nukleáris erőművek akkori kapacitását.
Három gyermeke van, felesége nyelvi főiskolát végzett. Ő maga oroszul és angolul beszélt.

## Pályafutása állam és pártvezetőként
1982-ben bekerült a KKP központi bizottságába,
1985-ben a Politikai Bizottság tagja lett. Ugyanebben az évben egyébként Magyarországra is ellátogatott, nemzetközi politikai, gazdasági és pénzügyi kérdésekről tárgyalt és ellátogatott több hazai iparvállalathoz is. 1987-ben beválasztották a KKP Politikai Bizottságának (PB) állandó bizottságába. Ez a szervezet a 14-24 tagú legszűkebb pártvezetőket összefogó PB legfontosabb döntéshozó szerve, tagjainak száma általában 4-9 fő (1987-ben öt tagja volt). 1987. november 24-én Csao Ce-jang (Zhao Ziyang) addigi miniszterelnök lemondott, és Li Penget választották meg ügyvezető kormányfőnek (a kínai államszervezetben használatos hivatalos elnevezése: a Kínai Népköztársaság Államtanácsának miniszterelnöke). Ez az átmenetinek tűnő megoldás addig tartott, amíg az Országos Népi Gyűlés - a kínai parlament - 1988. április 9-én meg nem erősítette hivatalában, így ő lett a népköztársaság negyedik kormányfője. Kínában ekkor már folyt a gazdaság átalakítása, egy liberálisabb gazdaságpolitika bevezetése. A politikusként fiatal Litől - 59 éves volt ekkor - azt várták, hogy kormányfőként folytatja ezt a politikát. Li azonban a politikai reformok ellenzőjeként lett ismert, és megpróbált gátat vetni a gazdaságmegújító törekvéseknek is.

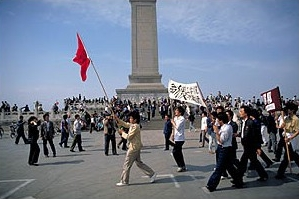
Tüntetők a Tienanmen téren 1989-ben

1989 május 5-én Kínába látogatott Mihail Gorbacsov, a Szovjetunió Kommunista Pártja főtitkára. A szovjetunióban 1986-ban meghirdetett glasznoszty ("nyíltság"), a peresztrojka ("átalakítás"), és az uszkorenyije (a gazdasági fejlődés "gyorsítása") jegyében politizáló pártvezető érkezésének a hírére békés tüntetés kezdődött a pekingi Mennyei béke terén. Az elsősorban diákok részvételével zajló demonstráció miatt a megtervezett programot is módosítani kellett, Li Peng nem kívánta megmutatni szovjet tárgyalópartnerének a teret, ami pedig a protokoll szerint hagyományos program volt a baráti látogatások során. A tiltakozások Gorbacsov távozását követően sem szűntek meg, sőt, erősödtek a rendszer megváltoztatását sürgető jelszavak kíséretében. Gorbacsov látogatását követően, május 18-án a kínai parlamentben Li Peng és más kínai vezetők fogadták a diákok képviselőit. A rendkívül kemény, drámai hangvételű párbeszédet - Kínában szokatlan módon - élőben közvetítette a pekingi televízió. A párbeszéd eredménytelen volt: Li Peng az éhségsztrájk és a tüntetések leállítását kérte, míg a diákok szabadságot és demokráciát követeltek, lényegében semmilyen területen nem tudtak megegyezni a diákok és a pártállam képviselői. A következő napon Li Peng rendkívüli állapotot hirdetett. Ezt követően a tüntetők Li Peng lemondását követelték, míg a miniszterelnök kilátásba helyezte a tüntetés erőszakos feloszlatását. A június 2-áról 3-ra forduló éjjelen történtek világszerte a Tienanmen téri vérengzésként ismertek. A katonaság gépesített egységei behatoltak Pekingbe, és a téren fegyverhasználat mellett számolták fel a tüntetést. Ezzel szereztek érvényt Li Peng és Yáng Shàngkūn (Jang Sang-kun) államelnök által bevezetett rendkívüli állapotnak.

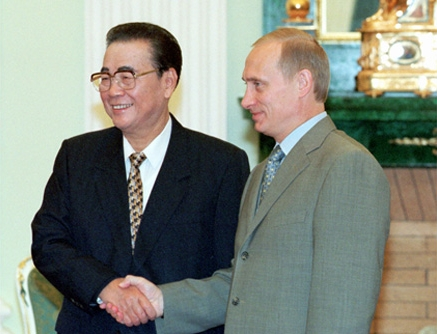
Találkozó Putyinnal Moszkvában 2000-ben

A nyugati média a történtek egyszemélyi felelősének Li Penget tartotta - nem minden alap nélkül. A miniszterelnök még évekig maradt pozíciójában, James Miles Kína-elemző szerint a pártvezetés ezzel akarta demonstrálni, hogy sem Li Peng, sem a párt nem követett el hibát azzal, hogy vérfürdővé változtatta a tüntetést. Ha a történtek után elmozdították volna pozíciójából a kormányfőt, azzal azt érzékeltették volna, hogy mégis hibásnak tartják a politikus döntését. Így Lit tulajdonképpen a véres beavatkozás erősítette meg pozíciójában, és maradhatott hatalmon 1998-ig. Ugyanakkor bizony változások mégis történtek: Li hirtelen lelkes támogatójává vált a gazdasági reformoknak - legalábbis szóban. Felismerte ugyanis, hogy Tienanmen után tovább folytatni a gazdasági nyitást gátló politikát, öngyilkosság lenne. 1993-ban járt le a mandátuma a kormánynak, az Országos Népi Gyűlés Li Penget meghagyta kormányfői pozíciójában annak ellenére, hogy korábban számos bírálat érte a gazdasági reformok akadályozása miatt. Ugyanakkor miniszterelnök-helyettesi pozíciójában megerősítették a kínai Gorbacsovként is emlegetett elszántan gazdasági reformista Csu Zsung-csi (Zhū Róngjì)t, és ugyanezen a parlamenti ülésen döntöttek arról is, hogy módosítják a kínai alkotmányt, belefoglalva azt, hogy Kína a "szocialista piacgazdaság" kiépítésén dolgozik - ezzel elzárva a reformok végrehajtása elodázásának lehetőségét Li Peng elől.
Li Peng 1998-ig maradt posztján, akkor addigi helyettese, Csu Zsung-csi (Zhū Róngjì) váltotta a kormány élén. Ekkor kinevezték a Politikai Bizottság elnökévé, de megtartotta a szűkkörű grémium, az állandó bizottságban viselt tagságát is, így továbbra is fontos személyisége maradt Kína politikai életének. 2002-3-ban lemondott ezekről a posztjairól, és visszavonult.
2010-ben nyilvánosságra kerültek Li Peng állítólagos naplójának egyes részletei. Soha nem nyert bizonyítást, hogy a naplót valóban Li Peng írta, és a napvilágot látott részletek is hamar eltűntek a világhálóról. Ebben az állt, hogy Li Peng valójában egy, a pártvezetéssel, és azon belül személyesen Teng Hsziao-ping (Deng Xiaoping)gel - aki a legbefolyásosabb, reformerként számontartott vezető volt abban az időben - is egyeztetett forgatókönyvet hajtott végre. Ha ez igaz, akkor a világ közvéleménye által a vérengzés legfőbb felelősének képe jelentősen árnyalódik - bár nyilván nem menti fel. 2003 és 2014 között több részletben könyv formátumban - hivatalosan - is megjelent az állami vezető visszaemlékezése, mely az 1981 és 2003 közötti időszakról szól úgy, hogy egy szót sem ejt az 1989-ben a Tienanmen téren történt eseményekről.
91. évében, Pekingben hunyt el.